# ウッドマン
ウッドマン（Woodman、1983年 - 2007年）とはアメリカ合衆国生まれでアイルランドで調教を受けた競走馬、種牡馬である。
父は大種牡馬ミスタープロスペクター、母プレイメイトはウッドマンを出した後に日本に輸入されている。当馬は現役時代は一流とまでは言えなかったが、種牡馬として多くの活躍馬を出し重賞勝利数は100を超えた。

## 戦績
1984年に9月のキーンランドイヤリングセールにおいてロバート・サングスターに300万ドルで購入され、アイルランドのヴィンセント・オブライエン調教師のもとに送られた。
1985年にデビューからアングレシーステークスとアイルランドフューチュリティステークスのG3競走2勝を含む3連勝。次走はフランスのサラマンドル賞が予定されていたが航空輸送で論争があり中止され、遠征先はイギリスのデューハーストステークスとなる。その初G1競走は5着に終わり連勝は止まったが、この年の愛最優秀2歳馬に選ばれた。年が明けた4月のミルリッジステークス3着を最後に現役を引退している。通算5戦3勝で勝ち鞍は2歳時だけと、結果だけを見ればミスタープロスペクター産駒にありがちな単なる二線級の早熟スプリンターだった。

## 種牡馬時代
引退後は種牡馬としてクールモアが所有するアメリカのアッシュフォードスタッドに繋養された。初年度は45頭の登録馬のうち1991年のアメリカ二冠馬ハンセル、G1競走5勝のヘクタープロテクターといきなり大物を2頭を含む4頭の重賞勝ち馬を輩出。それ以後もボスラシャム、ティンバーカントリーと続々と活躍馬を出し続けた。最良の産駒は2003年にインターナショナル・クラシフィケーションで133の評価を受けたホークウイングである。
産駒は1990年、1998年にフランス2歳リーディングサイアーとなったように、2歳戦から活躍する早熟タイプが多い。ハンセルは2400メートルのベルモントステークスを勝っているが、他の産駒は概ね短距離向き。2007年7月に老衰のため安楽死処分となったが、死亡した年も種付けを行っている。
日本における産駒は、1995年のJRA賞最優秀短距離馬であるヒシアケボノを出しているものの、その他にはそれほど目立った実績はない。ヒシアケボノは種牡馬としては不振で、同じく日本に輸入されたハンセルも成績不振でアメリカに帰国となっている。日本に種牡馬として輸入された直仔はハンセルだけではなく、リースを含めるとヘクタープロテクター、ティンバーカントリー、ウェイオブライト、シーロの5頭にのぼるが、ティンバーカントリーがアドマイヤドンやムガムチュウなどを輩出しているのが目立つぐらいで、全体的にウッドマンの子孫も日本では振るっていない。
ヨーロッパやアメリカだけでなく、シャトル種牡馬としてブラジルやオーストラリアでも種付けを行っており、南半球での産駒成績はニュージーランドを含め420勝を越える。中でもオーストラリアへは1997年から2001年までの5回にわたるが、2001年には当地で失敗とみなされ45頭の繁殖牝馬しか集められなかった。だが、オーストラリアでも母の父としては結果をだしている。

### おもな産駒

#### 日本国外調教馬
※勝ち鞍はG1競走のみ表記 (カナダ産限定で国際グレードがないクイーンズプレートを除く) 。馬名先頭の「*」は日本輸入馬を示す。
- 1988年産
  - *ハンセル / Hansel：プリークネスステークス、ベルモントステークス
  - *ヘクタープロテクター / Hector Protector：プール・デッセ・デ・プーラン、ジャック・ル・マロワ賞ほか
- 1991年産
  - マホガニーホール / Mahogany Hall：ホイットニーハンデキャップ
  - ゲイガランタ / Gay Gallanta：チェヴァリーパークステークス
- 1992年産
  - *ティンバーカントリー / Timber Country：シャンペンステークス、ブリーダーズカップ・ジュヴェナイル、プリークネスステークス
- 1993年産
  - ボスラシャム / Bosra Sham：フィリーズマイル、英1000ギニー、チャンピオンステークス
- 1996年産
  - フラエンジェル / Hura Angel：愛1000ギニー
  - *ウェイオブライト / Way of Light：仏グランクリテリウム
  - ウッドカーバー / Woodcarver：クイーンズプレート
- 1997年産
  - *シーロ / Ciro：仏グランクリテリウム、リュパン賞、セクレタリアトステークス
- 1999年産
  - ホークウイング / Hawk Wing：愛ナショナルステークス、エクリプスステークス、ロッキンジステークス
  - チセリング / Chiselling：セクレタリアトステークス

#### 日本調教馬

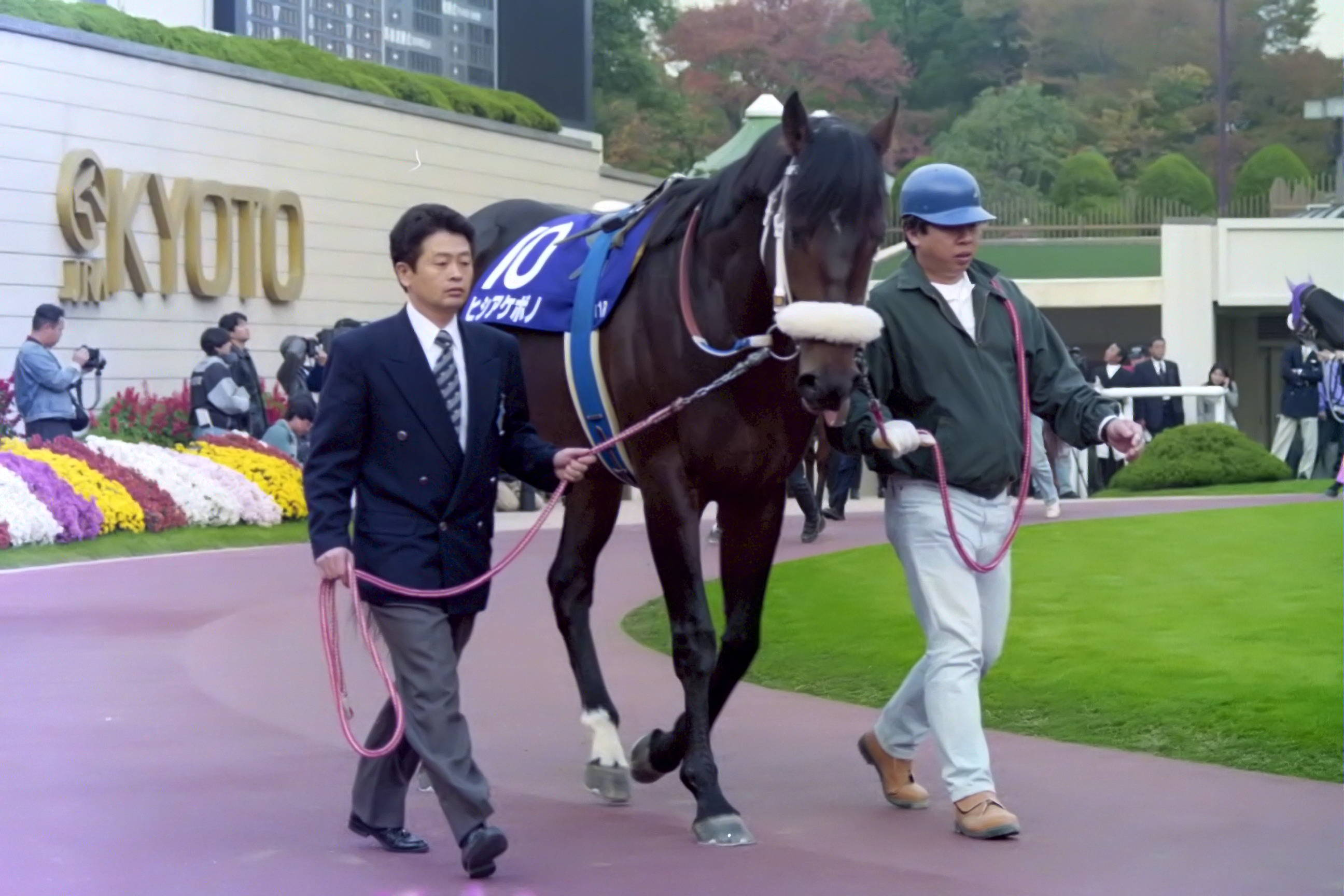
ヒシアケボノ

※勝ち鞍は重賞競走のみ、GI級競走は太字で表記。
- 1992年産
  - ヒシアケボノ：スプリンターズステークス、スワンステークス
- 1994年産
  - レイズスズラン：浦和記念、さきたま杯2回
  - スピードワールド：京成杯
- 1995年産
  - ロードアックス：ラジオたんぱ杯3歳ステークス
- 1998年産
  - ロードプリヴェイル：京都ハイジャンプ、小倉サマージャンプ、阪神ジャンプステークス

### ブルードメアサイアーとしてのおもな産駒

#### 日本国外調教馬
※勝ち鞍はG1競走のみ表記。
- 1997年産
  - モアザンレディ / More Than Ready：キングスビショップステークス (父サザンヘイロー)
- 1998年産
  - スノーリッジ / Snow Ridge：サンカルロスハンデキャップ (父タバスコキャット)
- 1999年産
  - マムール / Mamool：オイロパ賞、バーデン大賞 (父インザウイングス)
- 2000年産
  - ラドオブザマナー / Lad Of The Manor：マッキノンステークス (父ザビール)
- 2001年産
  - キャリーオンケイティ / Carry On Katie：チェヴァリーパークステークス（父ファスリエフ）
- 2003年産
  - ミスフィンランド / Miss Finland：クラウンオークス、オーストラリアンギニーなど (父リダウツチョイス)
- 2004年産
  - アレキサンダータンゴ / Alexander Tango：ガーデンシティハンデキャップ (父デインヒルダンサー)
  - ミセスリンゼイ / Mrs. Lindsay：ヴェルメイユ賞、E.P.テイラーステークス（父シアトリカル）
  - スートゥラ / Sutra : フリゼットステークス（父メドウレイク）
- 2005年産
  - キンセールキング / Kinsale King：ドバイゴールデンシャヒーン (父ヤンキーヴィクター)
  - フローズンファイア / Frozen Fire : 愛ダービー（父モンジュー）
- 2006年産
  - クラウデッドハウス / Crowded House：レーシングポストトロフィー (父レインボウクエスト)
  - レッドウッド / Redwood : ノーザンダンサーターフステークス（父ハイシャパラル）
- 2007年産
  - ティズミズスー / Tiz Miz Sue：オグデンフィップスハンデキャップ（父ティズナウ）
- 2008年産
  - アーチアーチアーチ / Archarcharch：アーカンソーダービー (父アーチ)
  - スランバー / Slumber : マンハッタンステークス（父カシケ）
- 2011年産
  - デイムドロシー / Dame Dorothy：ヒューマナディスタフステークス（父バーナーディニ）
- 2012年産
  - アベンジ / Avenge：ロデオドライブステークス2回（父ウォーフロント）
- 2016年産
  - ナイツオーダー / Knights Order : シドニーカップ（父ソーユーシンク）

#### 日本調教馬
※勝ち鞍は重賞競走のみ、GI級競走は太字で表記。
- 2002年産
  - エイシンデピュティ：宝塚記念、金鯱賞、エプソムカップ、京都金杯 (父フレンチデピュティ)
- 2004年産
  - アストンマーチャン：スプリンターズステークス、フィリーズレビュー、小倉2歳ステークス、ファンタジーステークス (父アドマイヤコジーン)
  - カノヤザクラ：アイビスサマーダッシュ連覇、セントウルステークス(父サクラバクシンオー)
- 2008年産
  - マーベラスカイザー：中山大障害 (父マーベラスサンデー)

## その他
〜マンという汎用される命名であるため、単語として「ウッドマン」はしばしば目にされる名称であり、人名や企業名等にも使用されている。
かつて笠松競馬等に在籍し、全日本サラブレッドカップを勝つなど活躍したウットマンという馬がいたが、当馬の父はインターグシケンであり、血統的な繋がりは全く無い。戦績の方も年老いてからも重賞勝ちを挙げており、早熟なウッドマンとは正反対な結果となっている。

## 血統表
| ウッドマンの血統（ミスタープロスペクター系／Nasrullah 4×4=12.50%、War Admiral 4×5=9.38%、Bull Dog 5×5=6.25%） | ウッドマンの血統（ミスタープロスペクター系／Nasrullah 4×4=12.50%、War Admiral 4×5=9.38%、Bull Dog 5×5=6.25%） | ウッドマンの血統（ミスタープロスペクター系／Nasrullah 4×4=12.50%、War Admiral 4×5=9.38%、Bull Dog 5×5=6.25%） | （血統表の出典）  | （血統表の出典） |
| 父 Mr. Prospector 1970 鹿毛                                                                                   | 父の父Raise a Native 1961 栗毛                                                                                | Native Dancer                                                                                                 | Polynesian        | Polynesian       |
| 父 Mr. Prospector 1970 鹿毛                                                                                   | 父の父Raise a Native 1961 栗毛                                                                                | Native Dancer                                                                                                 | Geisha            |                  |
| 父 Mr. Prospector 1970 鹿毛                                                                                   | 父の父Raise a Native 1961 栗毛                                                                                | Raise You | Case Ace          | Case Ace         |
| 父 Mr. Prospector 1970 鹿毛                                                                                   | 父の父Raise a Native 1961 栗毛                                                                                | Raise You | Lady Glory        |                  |
| 父 Mr. Prospector 1970 鹿毛                                                                                   | 父の母Gold Digger 1962 鹿毛                                                                                   | Nashua | Nasrullah         | Nasrullah        |
| 父 Mr. Prospector 1970 鹿毛                                                                                   | 父の母Gold Digger 1962 鹿毛                                                                                   | Nashua | Segula            |                  |
| 父 Mr. Prospector 1970 鹿毛                                                                                   | 父の母Gold Digger 1962 鹿毛                                                                                   | Sequence | Count Fleet       | Count Fleet      |
| 父 Mr. Prospector 1970 鹿毛                                                                                   | 父の母Gold Digger 1962 鹿毛                                                                                   | Sequence | Miss Dogwood      |                  |
| 母 *プレイメイト Playmate 1975 栗毛                                                                           | 母の父Buckpasser 1963 鹿毛                                                                                    | Tom Fool | Menow             | Menow            |
| 母 *プレイメイト Playmate 1975 栗毛                                                                           | 母の父Buckpasser 1963 鹿毛                                                                                    | Tom Fool | Gaga              |                  |
| 母 *プレイメイト Playmate 1975 栗毛                                                                           | 母の父Buckpasser 1963 鹿毛                                                                                    | Busanda | War Admiral       | War Admiral      |
| 母 *プレイメイト Playmate 1975 栗毛                                                                           | 母の父Buckpasser 1963 鹿毛                                                                                    | Busanda | Businesslike      |                  |
| 母 *プレイメイト Playmate 1975 栗毛                                                                           | 母の母Intriguing 1964 栗毛                                                                                    | Swaps | Khaled            | Khaled           |
| 母 *プレイメイト Playmate 1975 栗毛                                                                           | 母の母Intriguing 1964 栗毛                                                                                    | Swaps | Iron Reward       |                  |
| 母 *プレイメイト Playmate 1975 栗毛                                                                           | 母の母Intriguing 1964 栗毛                                                                                    | Glamour | Nasrullah         | Nasrullah        |
| 母 *プレイメイト Playmate 1975 栗毛                                                                           | 母の母Intriguing 1964 栗毛                                                                                    | Glamour | Striking F-No.1-s |                  |

- 近親にはアサティス、リズムなど活躍馬が多数いる。
- 母プレイメイトは1994年に日本に輸入[5]されたが、活躍馬は出せていない。
- 当馬の全弟であるガダボート（Gadabout）は日本で種牡馬入りしているが、こちらの産駒はサマーカップやヤングチャンピオンに勝ったシュウタイセイと、他には中央競馬のオープン馬が数頭いるくらいであり兄には遠くおよばなかった。
- 甥のニューイングランドも日本で種牡馬となっている。